# Fascination (Lied)
Fascination ist ein populäres Walzerlied. Es wurde 1904 von dem italienischen Komponisten Fermo Dante Marchetti komponiert und erschien zunächst unter dem Namen „Valse Zigane“. 1905 schrieb Maurice de Féraudy einen französischen Text dazu.

## Geschichte
Die Musik wurde erstmals 1904 in Hamburg (Anton J. Benjamin) und Paris (Édition F. D. Marchetti) in einer Fassung für Klavier Solo veröffentlicht. Als Lied mit de Féraudys Worten wurde es 1905 von der französischen Varieté-Sängerin Paulette Darty uraufgeführt und im selben Jahr veröffentlicht.
In den 1950er Jahren schrieb Dick Manning einen englischen Text, der in Aufnahmen von Dick Jacobs, Nat King Cole und David Carroll verwendet wurde.
1957 erschien eine Aufnahme mit Jane Morgan by Kapp Records und wurde ihre Erkennungsmelodie. Es erreichte die Billboard-Charts am 9. September 1957. 
In den 1970er Jahren entstand eine Aufnahme mit der brasilianischen Sängerin Elis Regina.

## Der originale französische Text
Je t'ai rencontré simplement

Et tu n'as rien fait pour chercher à me plaire

Je t'aime pourtant

D'un amour ardent

Dont rien, je le sens, ne pourra me défaire.

Tu seras toujours mon amant

Et je crois en toi comme au bonheur suprême.

Je te fuis parfois, mais je reviens quand même

C'est plus fort que moi… je t'aime !

Lorsque je souffre, il me faut tes yeux

Profonds et joyeux

Afin que j'y meure,

Et j'ai besoin pour revivre, amour,

De t'avoir un jour

Moins qu'un jour, une heure,

De me bercer un peu dans tes bras

Quand mon cœur est las,

Quand parfois je pleure.

Ah ! crois-le bien, mon chéri, mon aimé, mon roi,

Je n'ai de bonheur qu'avec toi.

## Verwendung im Film
- 1933: The House on 56th Street, mit Kay Francis
- 1942: Le mariage de chifon, Regie: Claude Autant-Lara
- 1946: Tagebuch einer Kammerzofe, mit Paulette Goddard
- 1955: Das große Manöver, Regie René Clair
- 1957: Ariane – Liebe am Nachmittag Regie: Billy Wilder
- 1959: Twilight Zone
- 1977: Der tolle Käfer in der Rallye Monte Carlo
- 2007: La vie en rose
- 2006: Dance! Jeder Traum beginnt mit dem ersten Schritt, Version mit Nat King Cole